# John Morressy
John Morressy (ur. 8 grudnia 1930 w Nowym Jorku, zm. 20 marca 2006 w Sullivan, New Hampshire) – amerykański pisarz science fiction i fantasy.
Profesor języka angielskiego Franklin Pierce College w Rindge (New Hampshire) w latach 1968 - 1991, od 1978 pisarz-rezydent (Writer Emeritus) wyżej wymienionej uczelni. 
Ukończył St. John's University w roku 1953, następnie podjął dalsze studia na New York University. W 1956 poślubił Barbarę Turner.
Na jego wczesnej twórczości (Starbrat 1972, i Nail Down the Stars 1973) wyraźne piętno odcisnęła atmosfera Brooklynu, gdzie spędził dzieciństwo oraz kampusu na Manhattanie. W późniejszych powieściach, zwłaszcza w cyklu o czarodzieju Kedrigernie również można dostrzec pewne wątki autobiograficzne. Sielski krajobraz uniwersum Kedrigerna nasuwa wiele skojarzeń z Nową Anglią, krainą, w której Morressy spędził większą część życia.

## Utwory wydane w Polsce

### Powieści
- Głos dla księżniczki (A Voice for Princes, 1986) Prószyński i S-ka 1996
- Wyprawa Kedrigerna (The Questing of Kedrigern, 1987) Prószyński i Ska 1996
- Kedrigern w krainie koszmarów (Kedrigern in Wanderland, 1988) Prószyński i Ska 1997
- Kedrigern i wilkołaki (Kedrigern and the Charming Couple, 1990) Prószyński i Ska 1998
- Kedrigern na tropie wspomnień (Remembrance for Kedrigern, 1990) Prószyński i Ska 1999

### Zbiory opowiadań
- Kedrigern pokazuje co potrafi Prószyński i Ska 1997

### Opowiadania
- Duchy z otchłannych głębi (Spirits from the Vasty Deep, 1986) Mała Fantastyka 03/1988
- Rycerskie rzemiosło (Some Work of Noble Note, 1985) Mała Fantastyka 03/1989
- Murphy pokazuje (The Quality of Murphy, 1987) Fantastyka 03/1989
- Moggropple po tamtej stronie lustra (Mirror, Mirror, Off The Wall, 1988) Fantastyka 07/1989
- Nic do stracenia (Nothing to Lose, Nothing to Kick, 1983) Nowa Fantastyka 01/1992
- Tato, drogi tato, wracaj do domu (Father, Dear Father, Come Home With Me Now, 1990) Nowa Fantastyka 01/1993
- Opowieść o trzech czarownikach (A Tale of Three Wizards, 1991) Nowa Fantastyka 05/1993
- Pracusie z parku sztywnych (Working Stiffs, 1993) Nowa Fantastyka 10/1993
- Wyzwoliciel (The Liberator, 1991) Nowa Fantastyka 06/1994
- Wybór sieroty (Orphan's Choice, 1993) Nowa Fantastyka 11/1994
- Dolina Straconego Czasu (Quality Time, 1994) Nowa Fantastyka 10/1995
- Sprzedawca czasu (Timekeeper, 1990) Nowa Fantastyka 01/1996
- Błazen (Fool, 2007 opublikowane po śmierci autora) Nowa Fantastyka 11/2008

## Nagrody

### Hayakawa's S-F Magazine Reader's Award
Przyznana w 1992 za Timekeeper, w kategorii Najlepsze Opowiadanie Zagraniczne. Jej laureatami są m.in. Connie Willis (2004) oraz Ian McDonald (2007). Hayakawa's S-F Magazine jest popularnym pismem japońskim, o przyznaniu nagrody decydują czytelnicy.